# Sansevieria ehrenbergii
Sansevieria ehrenbergii är en sparrisväxtart som beskrevs av Georg August Schweinfurth och John Gilbert Baker. Sansevieria ehrenbergii ingår i släktet bajonettliljor, och familjen sparrisväxter. Inga underarter finns listade i Catalogue of Life.

## Bildgalleri

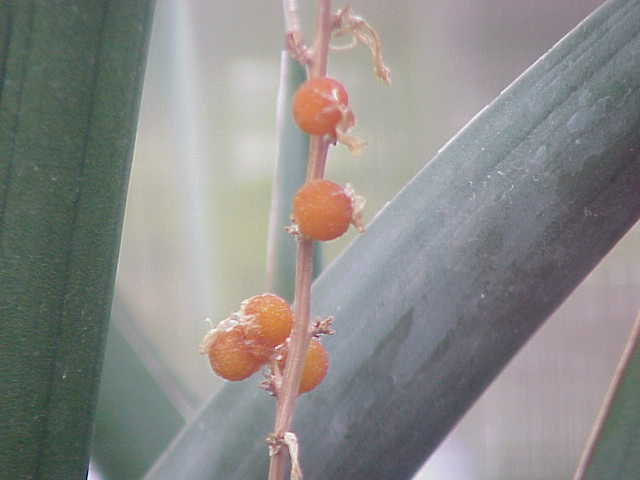
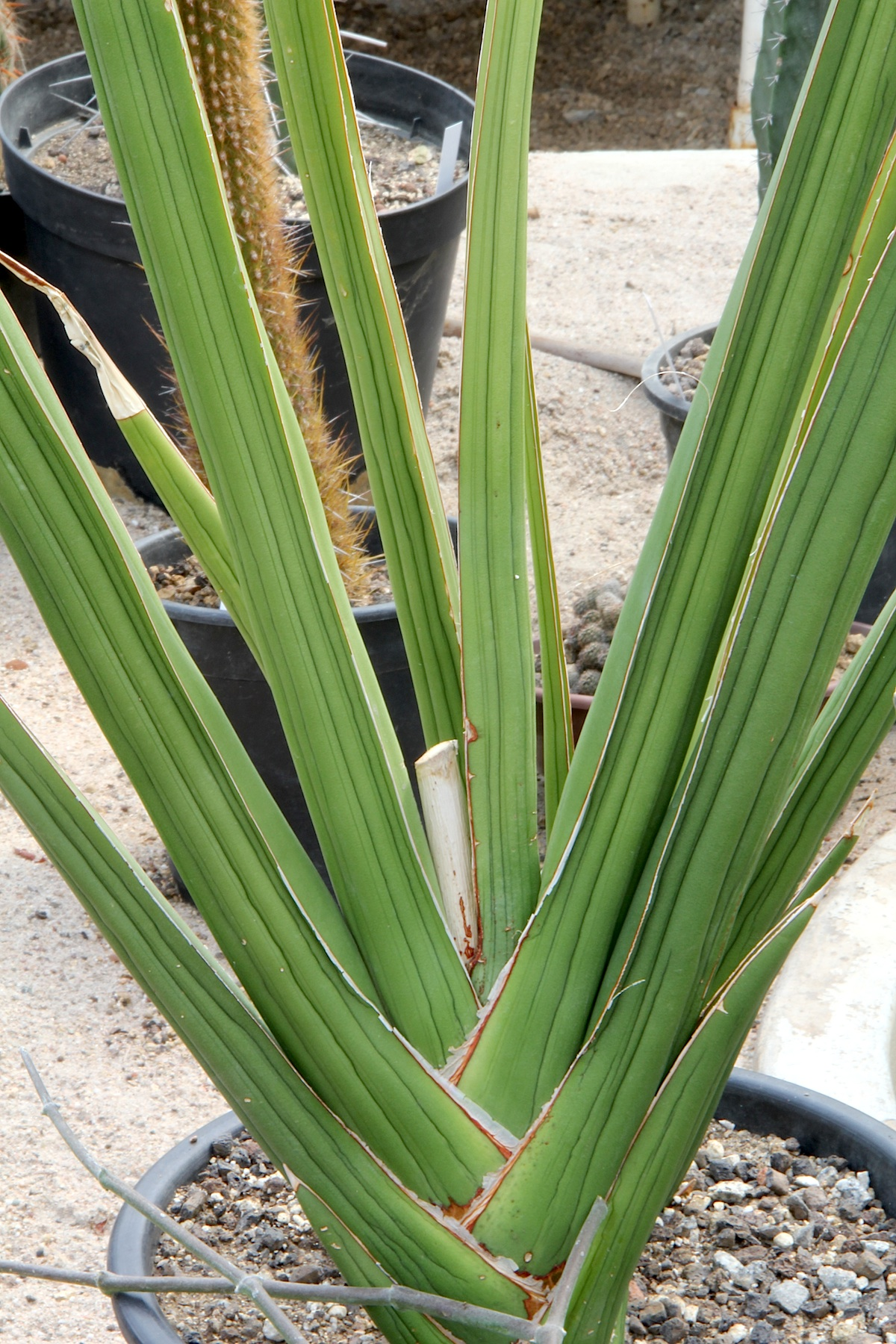
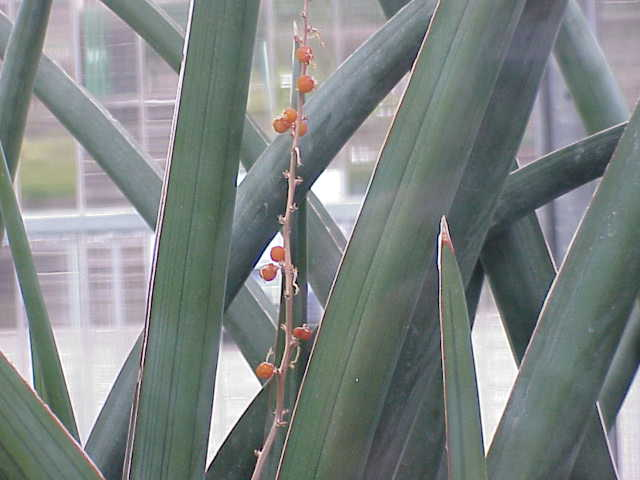
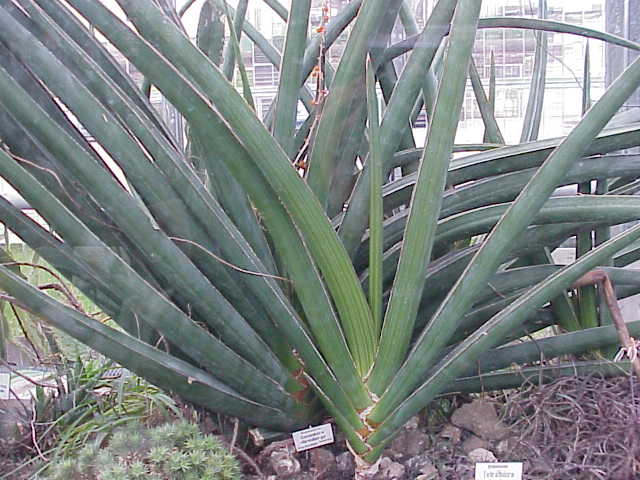
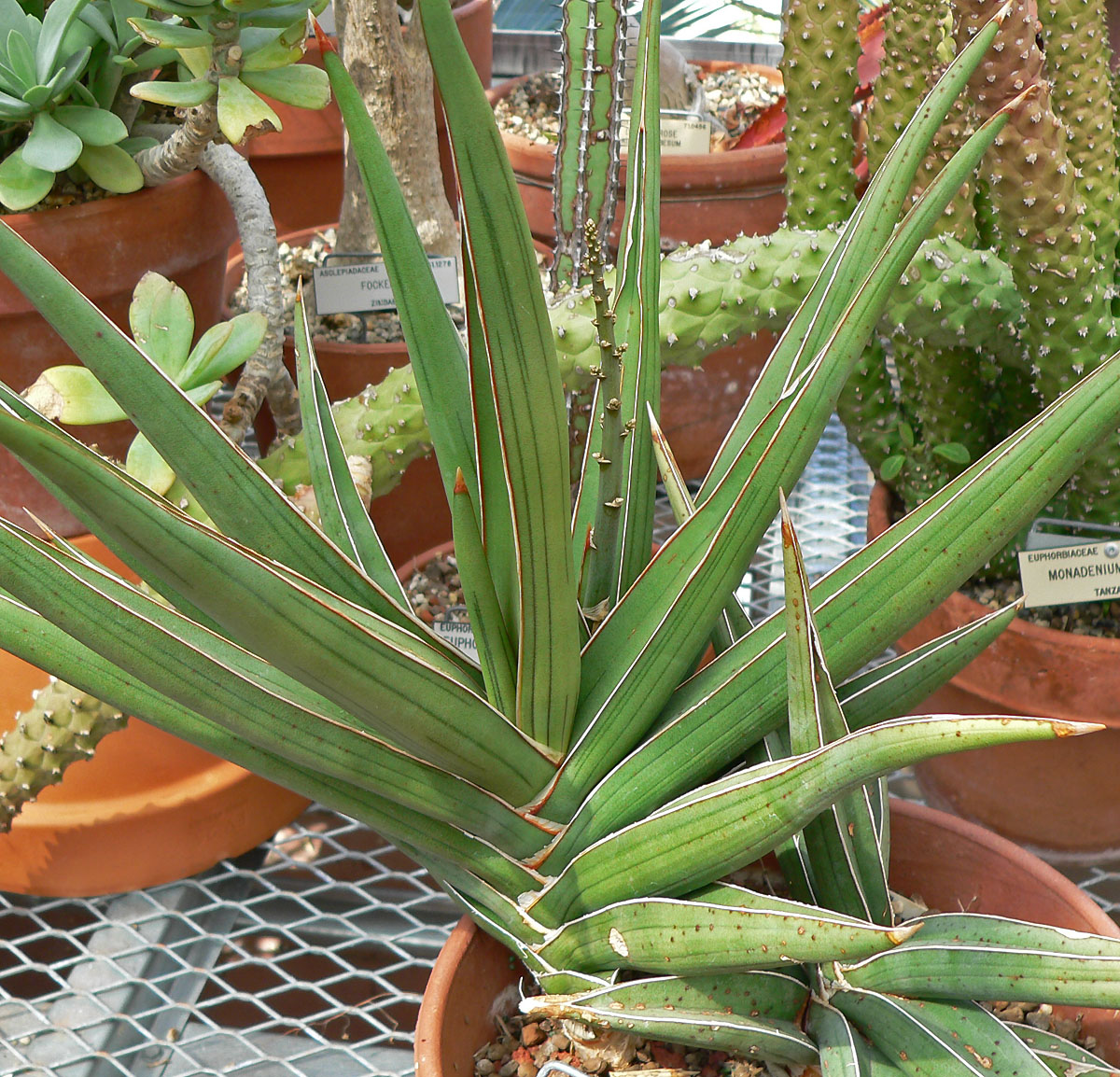
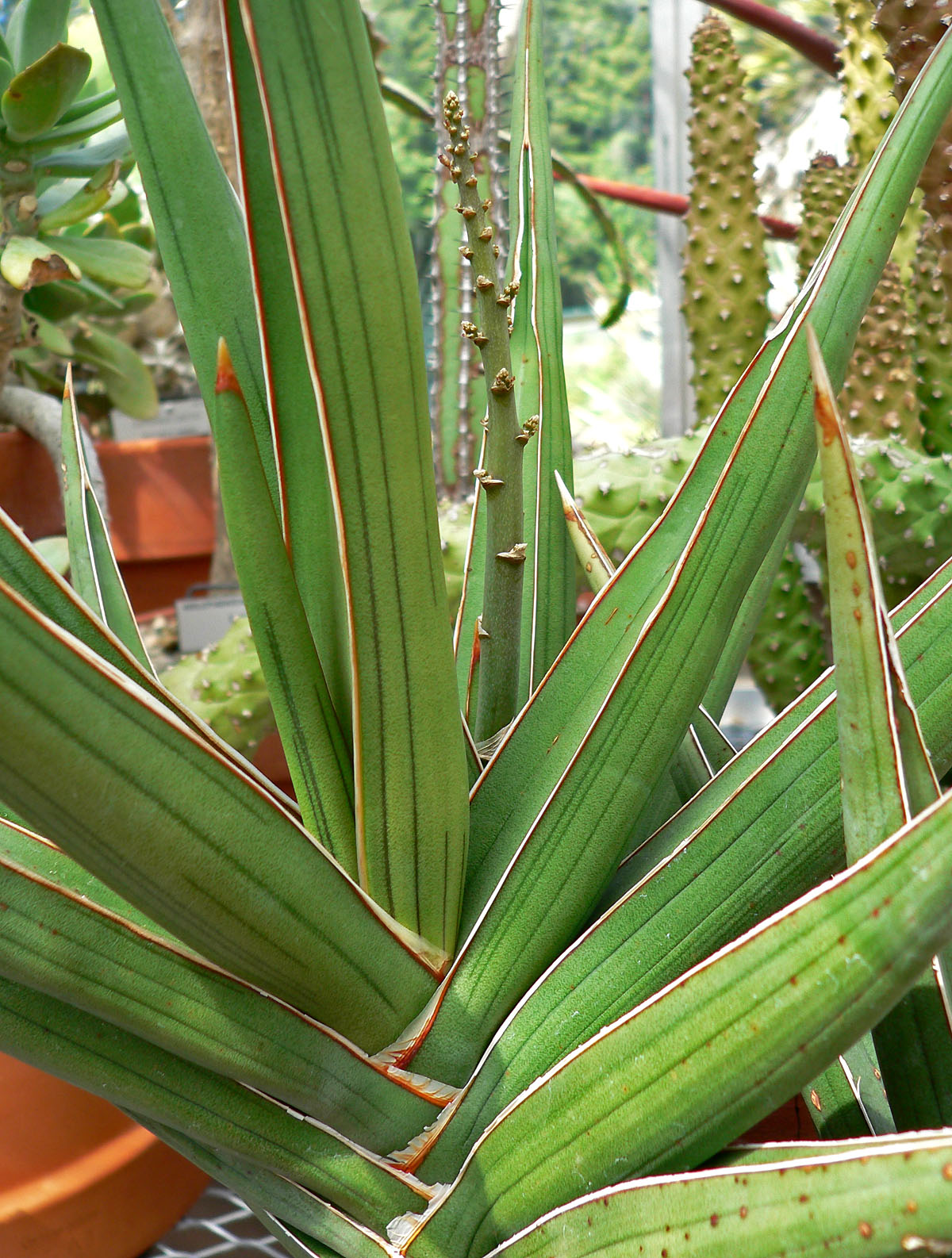